# ジーザス・オブ・サバービア
「ジーザス・オブ・サバービア」（Jesus of Suburbia）は、アメリカのロックバンド、グリーン・デイの楽曲。7作目のアルバム『アメリカン・イディオット』に収録。シングルカットされた。
作詞はビリー・ジョー・アームストロング、作曲はグリーン・デイ。

## 概要
5つのパートによって構成される組曲になっている。ビリー・ジョーによるギター、マイク・ダーントによるベース、トレ・クールのドラムなどによるバンドサウンドを中心に演奏されている。歌詞は、アルバムの主人公として扱われているジーザスの葛藤、心情の変化を中心に構成されている。一部では、パンクオペラと評している。
また、サミュエル・ベイヤーによるミュージック・ビデオが作成されている。内容は、ある若い男性を軸に、歌詞に合わせるように場面が展開していく作品になっている。
ライヴでも演奏され、2005年のライブ・アルバム、及びDVD『ブレット・イン・ア・バイブル』にも収録されている。

## 収録曲
1. ジーザス・オブ・サバービア - "Jesus of Suburbia"
2. シティ・オブ・ダムド - "City of the Damned"
3. アイ・ドント・ケア - "I Don't Care"
4. ディアリー・ビラヴド - "Dearly Beloved"
5. テイルズ・オブ・アナザー・ブロークン・ホーム - "Tales of Another Broken Home"